# Websupport
Websupport je slovenská webhostingová společnost, která na trhu působí od roku 2002. V současnosti (2013) působí jak na Slovensku, tak i v České republice, Maďarsku a Rakousku.

## Vznik společnosti
Oficiálně vznikla firma 1. dubna 2002, v době, kdy zakladatelé Michal Truban a Pavol Stano studovali střední školu. První firemní doména byla websuport.sk s jedním „p“. Až později zakladatelé zjistili, jak se správně píše slovo „support“. Nejoblíbenějším produktem byl Neomezený webhosting, který běžel na serveru s diskovou kapacitou 40GB.

## Historie v bodech
rok 2002
- Nákup prvního serveru a zaregistrovaní doména websupport.sk a spuštění webu
rok 2003
- Redesign webu

rok 2004
- Založení s.r.o a vznik WebAdmina
2006
- Firma Websupport hostuje více než 3000 domén

rok 2009
- Firma Websupport hostuje více než 10 000 domén . WebSupport se objevuje na Facebooku a Twitteru

rok 2010
- 10. místo v počtu .sk domén a spuštění služby Nicereply.com

rok 2011
- 3. místo v počtu domén a vstup na zahraniční trhy (CZ, HU)

rok 2012
- Jednička na trhu (Gorila vs. WebSupport)
rok 2013
- V červenci spuštěn nový web.

## Firemní kultura
Nedílnou součástí WebSupportu je firemní kultura, která protíná všechny činnosti. Jedná se především o proslulá tvrzení: „Když nemůžeš, přidej“ nebo „Nepřestáváme vystupovat ze své komfortní zóny“. Firmy si vybrala slova, která její kulturu významně reprezentují – evoluce, kvalita, kreativity, support a zábava. Baťovsky jsou tato slova vystavena v kancelářských prostorech celé společnosti.